# Синдром Туретта
Синдро́м Туре́тта — спадковий нейропсихічний розлад, який розпочинається у дитинстві й характеризується численними фізичними (моторними) тиками м'язів плечового поясу, шиї та обличчя і хоча б одним вокальним (голосовим) тиком: вони характерно посилюються та спадають. Синдром відкрив та описав французький невролог Жиль де ля Туретт як один із тикових розладів, включаючи короткочасні та хронічні тики.
Спочатку синдром Туретта вважали рідкісним та дивним синдромом, найчастіше пов'язаним із вигукуванням непристойних слів чи соціально недоречних та принижувальних зауважень (копролалія). Проте симптом з такими проявами спостерігається у меншості людей із синдромом Туретта. Його більше не вважають рідкісним станом, і його часто неправильно визначають, оскільки більшість випадків незначні. З тисячі від 1 до 10 людей мають цей синдром; із тисячі 10 людей мають тикові розлади, серед яких найпоширенішими є кліпання очима, кашель, чищення горла, хропіння та лицьові рухи.
Генетичні та екологічні фактори відіграють певну роль в етіології синдрому Туретта, але точні причини захворювання невідомі. У більшості випадків лікування не потрібне. Не існує ефективних лікарських засобів для кожного випадку тиків, але використання ліків та методів лікування, які полегшують стан хворого, виправдане. Навчання, роз'яснення цього захворювання та психологічна підтримка хворих — важлива частина плану лікування.

## Історія

### Донауковий період (Середньовіччя)
Вперше стан, схожий на синдром Туретта, було описано в 1486 році у «Молоті відьом» (лат. «Malleus Maleficarum») Г. Інститорісом та Я. Шпренгером. У книзі описано священника, який мав рухові та голосові тики і вважався «одержимим».

### XIX століття

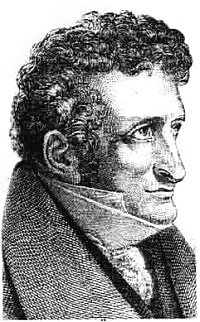
Ж. М. Г. Ітар — французький медик, один із засновників дитячої психіатрії, який вперше з наукової точки зору описав синдром Туретта

У 1825 році Ж. М. Г. Ітар, на той час — керівник Королівського інституту глухонімоти (тепер — Паризький національний інститут молодих людей з глухотою) опублікував статтю «Наукове дослідження деяких мимовільних функцій системи органів, пов'язаної з рухом, хапанням та голосом» (фр. «Mémoire sur quelques fonctions involontaires des appareils de la locomotion, de la préhension et de la voix»), в якій описав 10 випадків синдрому Туретта (7 з хворих — чоловіки). Серед хворих він описує певну маркізу Дамп'єр, паризьку аристократку і досить впливову особу свого часу. Вона страждала від малоописаного тоді стану, ідентифікованого сучасними вченими як копролалія. Дама робила голосові тики у вигляді непристойної лайки, що вступало в різкий контраст з її походженням, інтелектом та благородними манерами. 
У 1861 році важливий внесок у дослідження синдрому Туретта зробив А. Труссо, описавши кілька випадків у своєму підручнику з клінічної медицини та терапії.

## Епідеміологія
Синдром Туретта наразі не вважається рідкісною хворобою, але він не завжди може бути діагностований правильно, тому що більшість випадків протікає в легкій формі. Від 1 до 10 дітей з 1000 мають синдром Туретта; більше ніж 10 з 1000 осіб мають тикові розлади.  

## Причини
Точна причина синдрому Туретта невідома, але добре встановлено, що залучені як генетичні, так і екологічні фактори. Дослідження генетичної епідеміології показали, що синдром Туретта має високу спадковість, і в 10-100 разів частіше зустрічається серед близьких членів родини, ніж у загальній популяції. Точний спосіб успадкування невідомий; жодного окремого гена не було ідентифіковано, і ймовірно залучені сотні генів. Дослідження асоціацій по всьому геному були опубліковані в 2013 і 2015 роках, у яких жодна знахідка не досягла порогу значущості; мета-аналіз 2019 року виявив лише один значущий для всього геному локус на хромосомі 13, але цей результат не був знайдений у ширших вибірках. Близнюкові дослідження показують, що 50-77% монозиготних близнюків мають спільний діагноз СТ, тоді як лише 10-23% дизиготних близнюків мають його. Але не кожен, хто успадковує генетичну вразливість, проявлятиме симптоми. Було знайдено кілька рідкісних високопенетрантних генетичних мутацій, які пояснюють лише невелику кількість випадків в окремих родинах (гени SLITRK1, HDC та CNTNAP2).
Психосоціальні або інші негенетичні фактори — хоча й не спричиняють синдром Туретта — можуть впливати на тяжкість СТ у вразливих осіб і впливати на експресію успадкованих генів. Пре- та перинатальні події збільшують ризик того, що тикозний розлад або коморбідний ОКР проявляться у тих, хто має генетичну вразливість. До них належать вік батька; накладання щипців; стрес або сильна нудота під час вагітності; а також вживання тютюну, кофеїну, алкоголю, та канабісу під час вагітності. Діти, які народжуються передчасно з низькою масою тіла при народженні, або які мають низькі показники за шкалою Апгар, також мають підвищений ризик; у передчасно народжених близнюків близнюк з меншою масою тіла при народженні має більшу ймовірність розвитку СТ.
Автоімунні процеси можуть впливати на початок тиків або посилювати їх. Висунуто гіпотезу, що і ОКР, і тикозні розлади виникають у підгрупі дітей внаслідок пост-стрептококового автоімунного процесу. Його потенційний ефект описується суперечливою гіпотезою під назвою PANDAS (педіатричні автоімунні нейропсихіатричні розлади, пов'язані зі стрептококовими інфекціями), яка пропонує п'ять критеріїв для діагностики у дітей. Гіпотези PANDAS та новіший педіатричний гострий нейропсихіатричний синдром (PANS) є предметом клінічних та лабораторних досліджень, але залишаються недоведеними. Також існує ширша гіпотеза, яка пов'язує аномалії імунної системи та імунну дисрегуляцію з СТ.
Деякі форми ОКР можуть бути генетично пов'язані з синдромом Туретта, хоча генетичні фактори при ОКР з тиками та без них можуть відрізнятися. Генетичний зв'язок СДУГ із синдромом Туретта, однак, не був повністю встановлений. Генетичний зв'язок між аутизмом і синдромом Туретта станом на 2017 рік не встановлено.